# Лудост (филм)
Лудост (на деванагари: दीवाना) е индийски филм създаден през 1992 г. в Боливуд с режисьор Радж Канвар, с продуценти Гуду Дханоа и Лалит Капур.
Това е дебютният филм на Шах Рук Кан в киното.

## Актьори
- Шах Рук Хан ... Раджа Сахай
- Риши Капур ... Рави
- Дивия Бхарати ... Каджал
- Амриш Пури ... Дирендра Пратап
- Мохниш Бел ... Нарендер (синът на Дирендра)
- Сушма Сет ... Майката на Рави
- Далип Тахил ... Рамакант Сахай (бащата на Раджа)